# 106. brigada (Hrvaška vojska)
Za druge 106. brigade glejte 106. brigada.
106. brigada je bila pehotna brigada v sestavi Hrvaške vojske.

## Zgodovina
Kmalu po ustanovitvi je sodelovala pri obrambi Osijeka pred napadi JLA.
26. maja 2006 je bila brigada odlikovana s redom Nikole Šubića Zrinskega.

## Organizacija
- štab
- 1. bataljon
- 2. bataljon
- 3. bataljon

## Poveljstvo
- ? Edvard Bakarec (?–?)
- ? Franjo Korzinek (?–?)
- ? Dragan Bagarić (?–1994)
- polkovnik Ivan Soltić (1994–?)
- major Zlatko Boras (?–?)
- ? Ivan Šoltić (?–?)